# گمینا دوپیوو
گمینا دوپیوو (به لهستانی:  Gmina Dopiewo) یک گمینا در لهستان است که در شهرستان پوزنانگ واقع شده‌است. گمینا دوپیوو ۱۰۸٫۱ کیلومتر مربع مساحت دارد.